# Sarkalisarri
Sarkalisarri (dšar-ka3-li2-šar3-ri2, azaz šarkàlíšàrrí: „a királyok királya.") az akkád birodalom ötödik uralkodója. A sumer királylista szerint Narám-Szín fia volt, és 25 vagy 24 évig uralkodott, a rövid kronológia szerint i. e. 2100 körül.
18 évneve maradt fent ezek szerint sikeres hadjáratokat vezetett a Gutium, Amurrú és Elám ellen, valamint többek közt templomot épített Nippurban és Babilonban.
Uralkodása után rövid válság lehetett az akkád birodalomban mivel a sumer királylista szerint utána 3 évig négyen Igigi, Nanium, Imi és Elulu uralkodtak. Aztán Dudu lett a király aki 21 évig uralkodott.